# Семеньков, Василий Иванович
Василий Иванович Семеньков (род. 7 сентября 1952) — российский политический деятель. Депутат Государственной Думы РФ четвёртого созыва (2003—2007).

## Биография
Окончил Всесоюзный заочный финансово-экономический институт, Харьковский институт общественного питания.
Депутат Брянской Государственной областной Думы третьего созыва; 7 декабря 2003 года был избран депутатом Государственной Думы РФ по Почепскиному одномандатному избирательному округу Nо 67 Брянской области. Член фракции «Единая Россия», член Комитета по бюджету и налогам.